# Lutz Moek
Lutz Moek (* 13. Mai 1932 in Berlin; † 28. Februar 2009) war ein Generalleutnant des Heeres der Bundeswehr.

## Leben
Moek, der bis 1945 auf dem Gutshof seiner Eltern in Hinterpommern aufwuchs, trat nach dem Abitur im April 1952 als Offiziersanwärter in den Bundesgrenzschutz (BGS) ein und erhielt dort im Juli 1955 seine Beförderung zum Leutnant. Am 1. Juli 1956 wechselte er zur Bundeswehr und war in der Folgezeit bis 1964 Offizier des Heeres bei der Panzertruppe. Dort war er nacheinander S 1-Offizier des Panzerbataillons 1 in Dedelstorf, Adjutant eines Kommandierenden Generals, Zugführer, Kompaniechef sowie zuletzt S 1-Stabsoffizier eines Panzerbrigade. Er war von 1964 bis 1966 Absolvent des 7. Generalstabslehrgangs Heer an der Führungsakademie der Bundeswehr in Hamburg, wo er zum Offizier im Generalstabsdienst ausgebildet wurde, und war im Anschluss erst G 1-Stabsoffizier und danach G 3-Stabsoffizier einer Division sowie vom 2. März 1970 bis zum 24. September 1971 Kommandeur des Panzerbataillons 83 in Lüneburg, ehe er selbst Lehrstabsoffizier für G 1-Ausbildung in der Heeresabteilung der Führungsakademie der Bundeswehr war.
Nach Abschluss des NATO Defense College (NDC) in Rom wurde Moek im September 1974 zum Oberst befördert und in das Hauptquartier der Alliierten Streitkräfte der NATO in Mitteleuropa AFCENT (Allied Forces Central Europe) in Brunssum versetzt. Dort fand er anfangs Verwendung in der Operationsabteilung und war anschließend Chef des Persönlichen Stabes der Oberkommandierenden der Alliierten Streitkräfte Mitteleuropa CINCENT (Commander in Chief, Allied Forces Central Europe), General Karl Schnell beziehungsweise ab dem 7. Januar 1977 General Franz-Joseph Schulze. Nach seiner Rückkehr nach Deutschland wurde er am 1. Oktober 1977 Nachfolger von Brigadegeneral Horst Scheibert als Kommandeur der Panzergrenadierbrigade 13 in Wetzlar und verblieb auf diesem Posten bis zum 30. September 1978, woraufhin Oberst Kurt Graf von Schweinitz am 1. Oktober 1977 sein dortiger Nachfolger wurde.
Daraufhin wurde Moek nach seiner Beförderung zum Brigadegeneral am 1. Oktober 1978 Nachfolger von Brigadegeneral Werner Lange Chef des Stabes des III. Korps in Koblenz. Diese Funktion übte er bis zum 31. März 1982 aus und wurde daraufhin am 1. April 1982 durch Brigadegeneral Wolfgang Malecha abgelöst. Er selbst wurde am 1. April 1982 Generalmajor und Nachfolger von Generalmajor Gerd-Helmut Komossa als Kommandeur der 12. Panzerdivision in Veitshöchheim. Diesen Posten bekleidete er bis zum 30. September 1984 und wurde daraufhin am 1. Oktober 1984 durch Generalmajor Siegfried Storbeck abgelöst. Am 1. Oktober 1984 übernahm er den Posten als stellvertretender Chef des Stabes im Obersten Hauptquartier der Alliierten Streitkräfte der NATO in Europa SHAPE (Supreme Headquarters Allied Powers Europe) und übte diesen bis zum 31. März 1988 aus.
Am 1. April 1988 wurde Moek als Generalleutnant Nachfolger des in den Ruhestand getretenen Generalleutnant Günter Raulf als stellvertretender Befehlshaber der Alliierten Streitkräfte der NATO für die Ostseezugänge BALTAP (Allied Command Baltic Approaches) in Karup. Am 31. März 1991 wurde er in den Ruhestand versetzt, woraufhin am 1. April 1991 Generalleutnant Jörn Söder sein Nachfolger als DCOMBALTAP wurde.